# Рыбный (ручей, впадает в Каменногорское)
Рыбный — ручей в России, протекает по территории Каменногорского городского поселения Выборгского района Ленинградской области. Длина ручья — 5 км площадь водосборного бассейна — 15,1 км².
Ручей берёт начало из озера Рыбного на высоте 42 м над уровнем моря и далее течёт преимущественно в юго-восточном направлении. Впадает в озеро Каменногорское на высоте 16,7 м над уровнем моря.
Населённые пункты на ручье отсутствуют.
Код объекта в государственном водном реестре — 01040300212202000009529.